# Enver Kulašin
Enver Kulašin (ur. 11 września 2003 w Travniku) – bośniacki piłkarz występujący na pozycji skrzydłowego w klubie Borac Banja Luka.

## Kariera
Wychowanek FK Željezničar, w barwach którego zdobył mistrzostwo Bośni i Hercegowiny U-17 w sezonie 2018/19. Niedługo później piłkarz przeszedł do klubu Borac Banja Luka, gdzie zdobył w drużynie młodzieżowej mistrzostwo kraju U-19 w sezonie 2021/22. 
Kulašin w seniorskim futbolu zadebiutował 17 lipca 2021 w meczu ze swoim byłym klubem, Željezničarem, zmieniając Stojana Vranješa w 63 minucie. W 88 minucie spotkania strzelił również swojego pierwszego gola, ustalając wynik spotkania na 1:1. Zaledwie 5 dni później, 22 lipca zadebiutował w europejskich pucharach w przegranym 4:0 spotkaniu kwalifikacji Ligi Konferencji UEFA z północnoirlandzkim Linfield, zmieniając w 67 minucie Aleksandara Vojnovicia. Łącznie w debiutanckim sezonie 2021/22 wystąpił w łącznie 16 spotkaniach Premijer Ligi, 11 razy wychodząc w pierwszym składzie i zdobywając jedną bramkę.
W sezonie 2022/23 stał się ważnym elementem zespołu, zdobywając 4 bramki w 31 spotkaniach ligowych. Borac zdobył wicemistrzostwo kraju, ustępując w tabeli tylko Zrinjskiemu.
Sezon 2023/24 był mniej udany dla Kulašina indywidualnie – piłkarzy wystąpił w zaledwie 14 spotkaniach ligowych, głównie wchodząc na boisko z ławki rezerwowych i nie zdobywając przy tym ani jednej bramki. Drużynowo jednak zdobył po raz pierwszy seniorskie Mistrzostwo Bośni i Hercegowiny a także dotarł z zespołem do finału Pucharu Bośni i Hercegowiny. Borac w dwumeczu finałowym uległ dwukrotnie Zrinjskiemu wynikiem 1:0.
Kulašin jak dotychczas w sezonie 2024/25 w 11 ligowych spotkaniach zdobył 5 bramek, ponownie stając się ważną częścią zespołu. Piłkarz brał udział w kwalifikacjach do Ligi Mistrzów i Ligi Europy w tym sezonie, a także w fazie ligowej Ligi Konferencji UEFA.

## Reprezentacja
Kulašin przeszedł przez reprezentacje U-18 oraz U-19 Bośni i Hercegowiny. W reprezentacji U-21 wystąpił dotychczas 15 razy strzelając jedną bramkę w wygranym 1:2 meczu z reprezentacją Cypru w ramach eliminacji do Mistrzostw Europy U-21.
W październiku 2024 roku otrzymał powołanie w miejsce kontuzjowanego Ifeta Đakovaca na mecze seniorskiej reprezentacji w ramach Ligi Narodów UEFA. Nie zadebiutował jednakże w możliwych spotkaniach z Niemcami i Węgrami.

## Sukcesy

### FK Željezničar
- Mistrzostwo Bośni i Hercegowiny U-17
  - mistrz (1): 2018/19

### Borac Banja Luka
- Mistrzostwo Bośni i Hercegowiny
  - mistrz (1): 2023/2024

- Mistrzostwo Bośni i Hercegowiny U-19
  - mistrz (1): 2021/22